# Erik Eriksen (explorateur)
Pour les articles homonymes, voir Erik Eriksen et Eriksen.
Erik Eriksen (1820 - 1888) est un capitaine norvégien de navire polaire né à Lyngør. Il vivra ensuite à Hammerfest. Eriksen découvre Kong Karls Land en 1853 à partir d'une montagne de l'île Edgeøya. Il fut le premier à mettre pied sur ce groupement d'îles le 27 juillet 1859. Eriksen inventa et mis au point le harpon explosif utilisé dans la chasse moderne à la baleine. Erik Eriksen partit à Tønsberg avec un modèle en bois afin de le commercialiser avec l'aide de Svend Foyn. Svend Foyn obtint plus tard une patente et commercialisa ce harpon de manière industrielle. Erik Eriksen n'en tira aucune gloire ni argent. Eriksen émigra pour les États-Unis où il mourut lors d'une tempête de neige dans le Dakota. 

## Sources
- (no) Cet article est partiellement ou en totalité issu de l’article de Wikipédia en norvégien intitulé « Erik Eriksen (skipper) » (voir la liste des auteurs).
- Article basé sur l'article The Discovery of King Karl Land, Spitsbergen, by Adolf Hoel, The Geographical Review Vol. XXV, No. 3, July, 1935, Pp. 476-478, American Geographical Society, Broadway AT 156th Street, New York et Store norske leksikon, Aschehoug & Gyldendal.